# Weylandtska villan

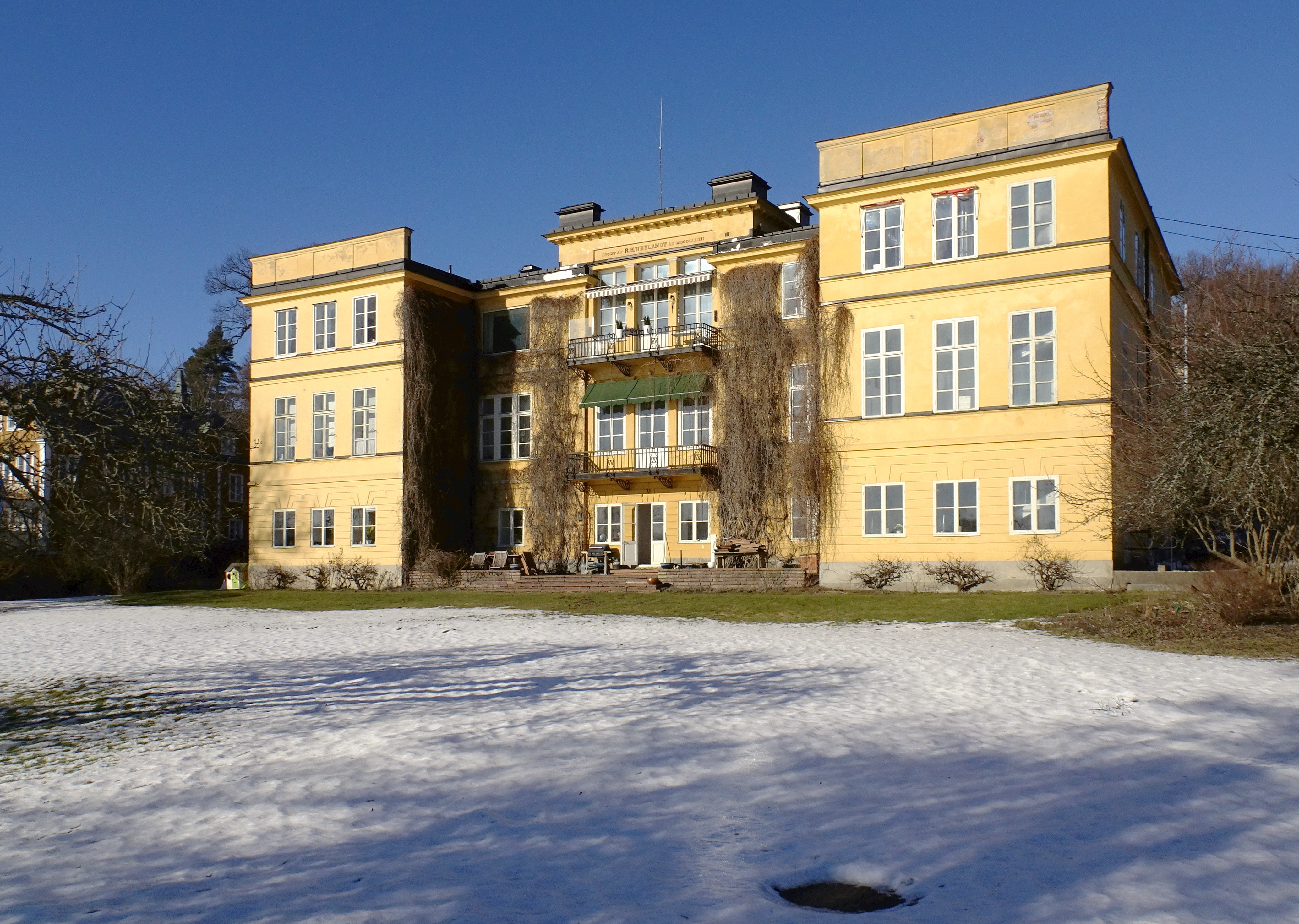
Weylandtska villan, söderfasaden, februari 2017.

Weylandtska villan (äldre Weylandthof) är en palatsliknande villa vid Djurgårdsvägen 150 på Södra Djurgården. Den påkostade byggnaden med utsmyckningar av akantusreliefer och egyptiserande pilaster är blåklassad av Stadsmuseet i Stockholm, vilket innebär att husets kulturhistoriska värde av stadsmuseet anses motsvara fordringarna för byggnadsminnen i Kulturmiljölagen. År 2016 var villan till salu för 105 miljoner kronor.

## Historik

### Värdshuset Räfsaxen
Villan med sin stora sluttande strandtomt ner mot Stockholms inlopp ligger i området Alberget och har den äldre beteckningen Alberget 6. Här lät sillpackaren Johan Bomvall på 1750-talet uppföra en gård för sig och sin familj. En av hans döttrar, Brita Christina Lundbom, drev här sedan 1800-talets början ett värdshus tillsammans med sin svärson, den kunglige mästarkocken Anton Bonnet från Frankrike. Efter fru Lundbloms död köptes egendomen av en grosshandlare som hade en brädgård på platsen. Värdshusrörelsen fortsatte under traktören Carl Ludvig Grönvall. Stället kallades även ”Räfsaxen” efter en mindre väl beryktad qvinna, kallad Räfsaxen för sitt lockande utseende.

### Weylandts tid

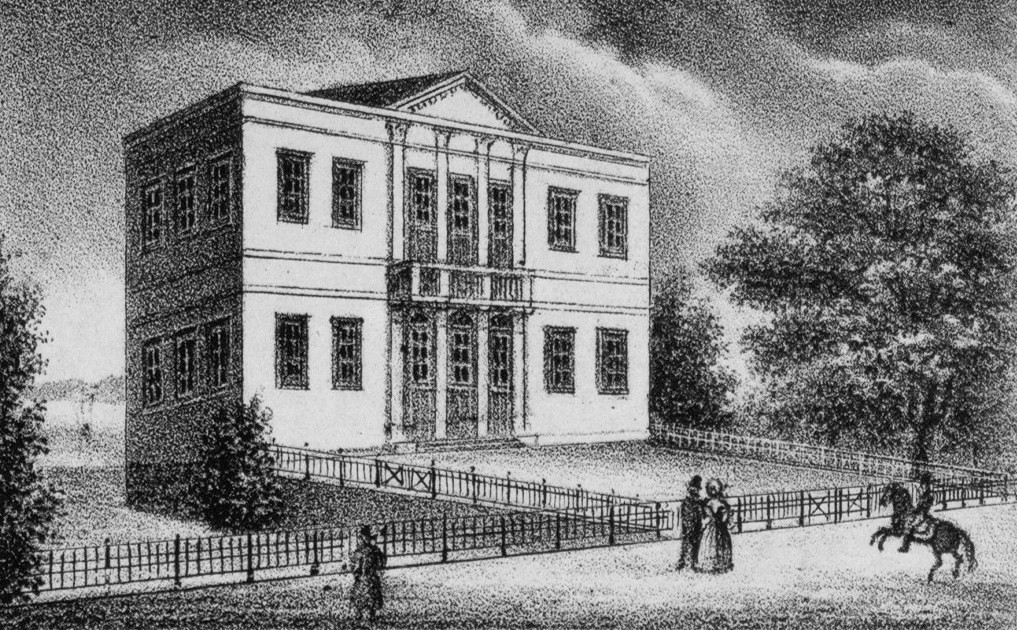
Weylandthof 1845.

En ny epok inleddes för gården när stadsmäklaren Reinhold Henrik Weylandt (1783–1853) blev ägare till Alberget 6, år 1829. Weylandt var förmögen och kung Karl XIV Johans förtrogne. Det var även kungen som den 23 september 1829 fastställde besittningsrätten till tomten. Weylandt lät riva samtliga hus och där uppföra ett praktfullt inredd sommarnöje kallad Weylandthof som stod färdig 1833. Arkitekt var troligen Immanuel Nobel den yngre. Huset byggdes i murtegel och bestod då av dagens mittendel, två våningar högt samt med två fönsteraxlar till höger och vänster om en pilasterprydd frontespis.
När Weylandt avled 1853 efterlämnade han hustru och tio barn. Egendomen har därefter gått i arv i flera generationer. Villan byggdes om och till ett flertal gånger, bland annat 1895 efter ritningar av arkitekt Oscar Holm. Största förändringen skedde 1911 då byggnaden förlängdes med flygelbyggnader åt öster och väster och fick sitt nuvarande utseende. Som arkitekt anlitades Rudolf Arborelius. Huset blev bostad åt Weylandts ättlingar som även hyrde ut några våningar. Bland hyresgästerna fanns direktören Harry Faulkner, juristen  Henry Montgomery och företagsledaren Ragnar Söderberg, som disponerade översta våningen i villan från 1941 till sin bortgång 1971. Författaren Hjalmar Gullberg bodde i en av våningarna mellan 1940 och 1951.

### Arborelius' ritningar

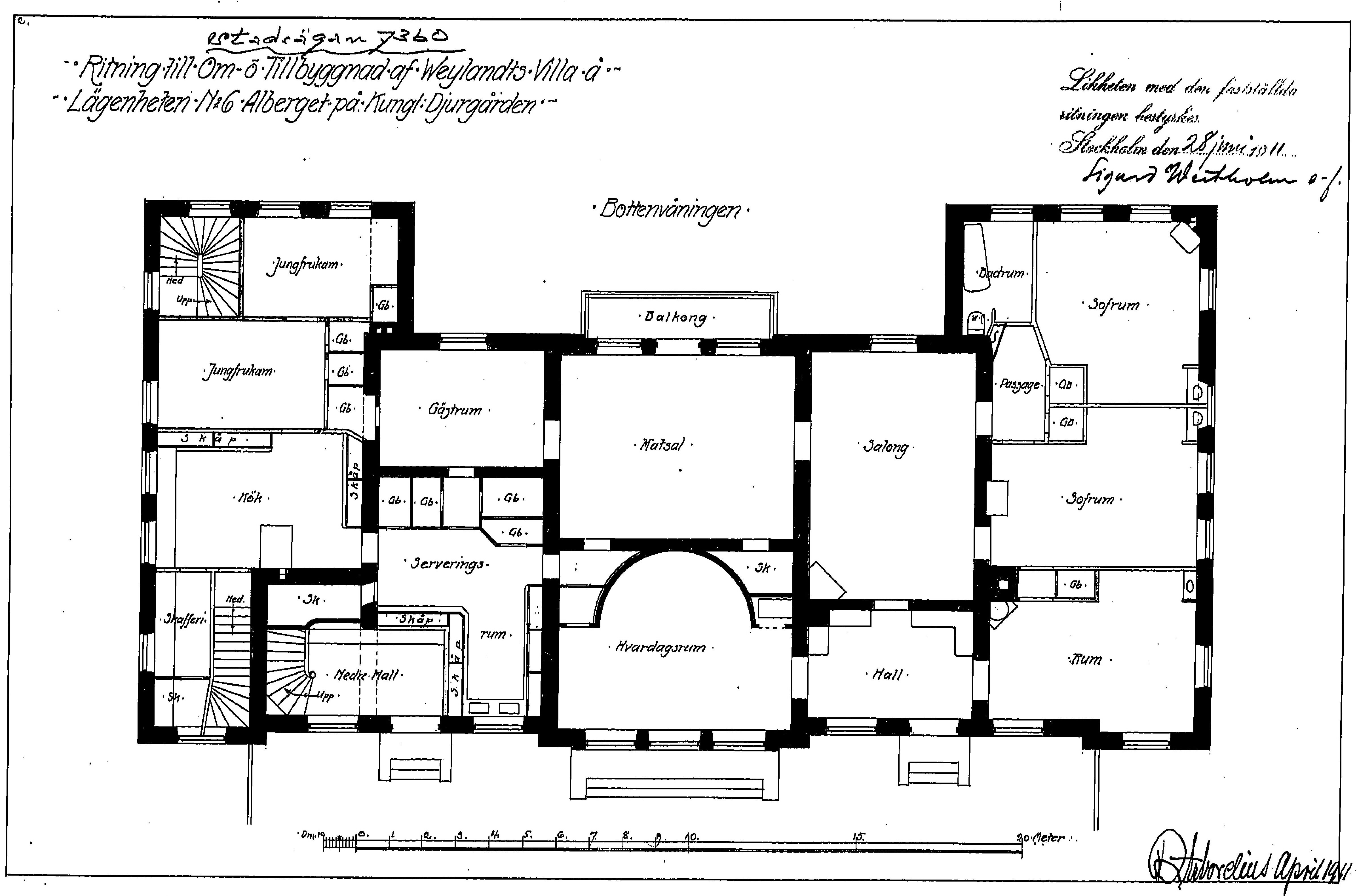
Bottenvåningen.
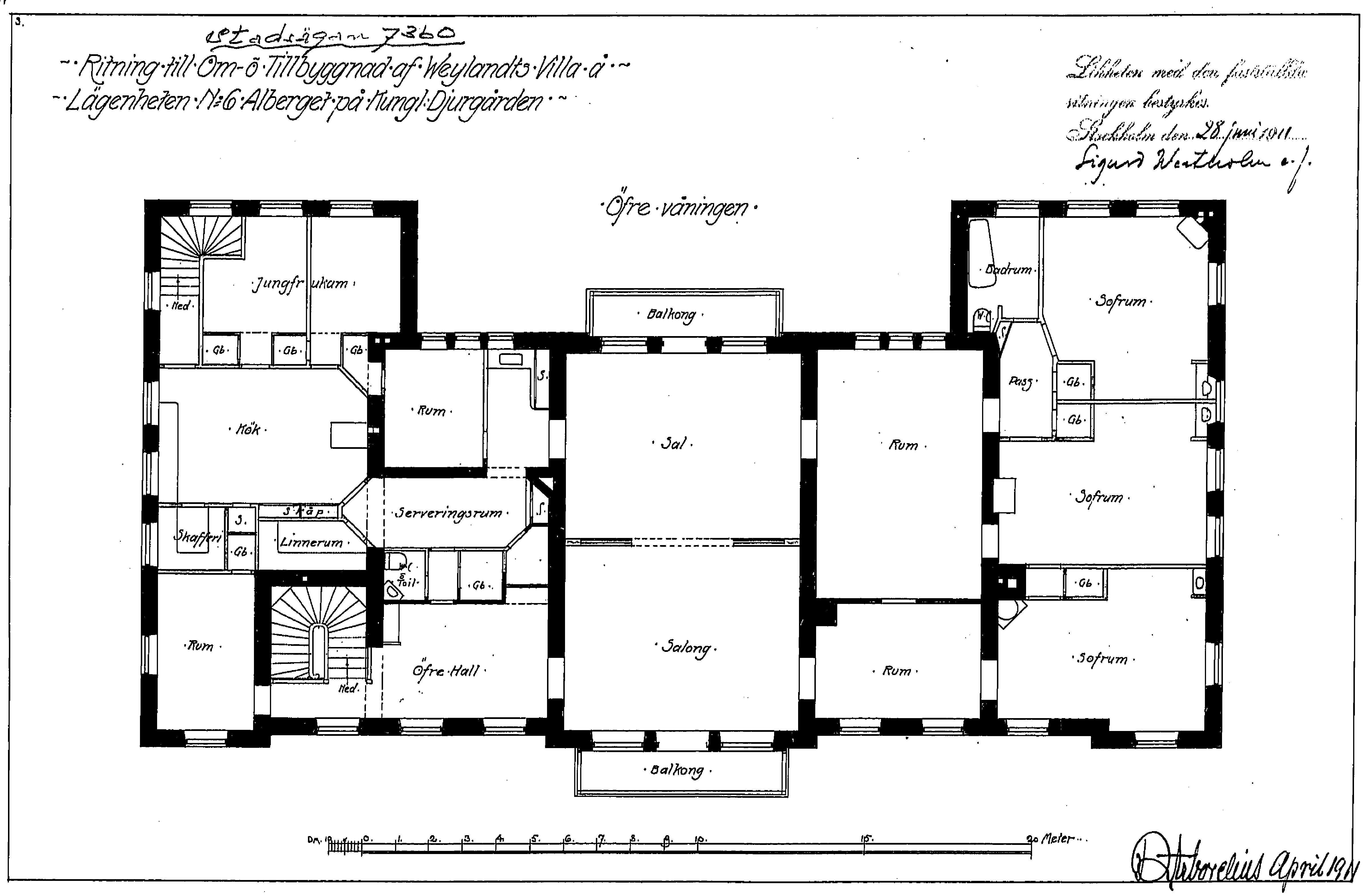
Övervåningen.
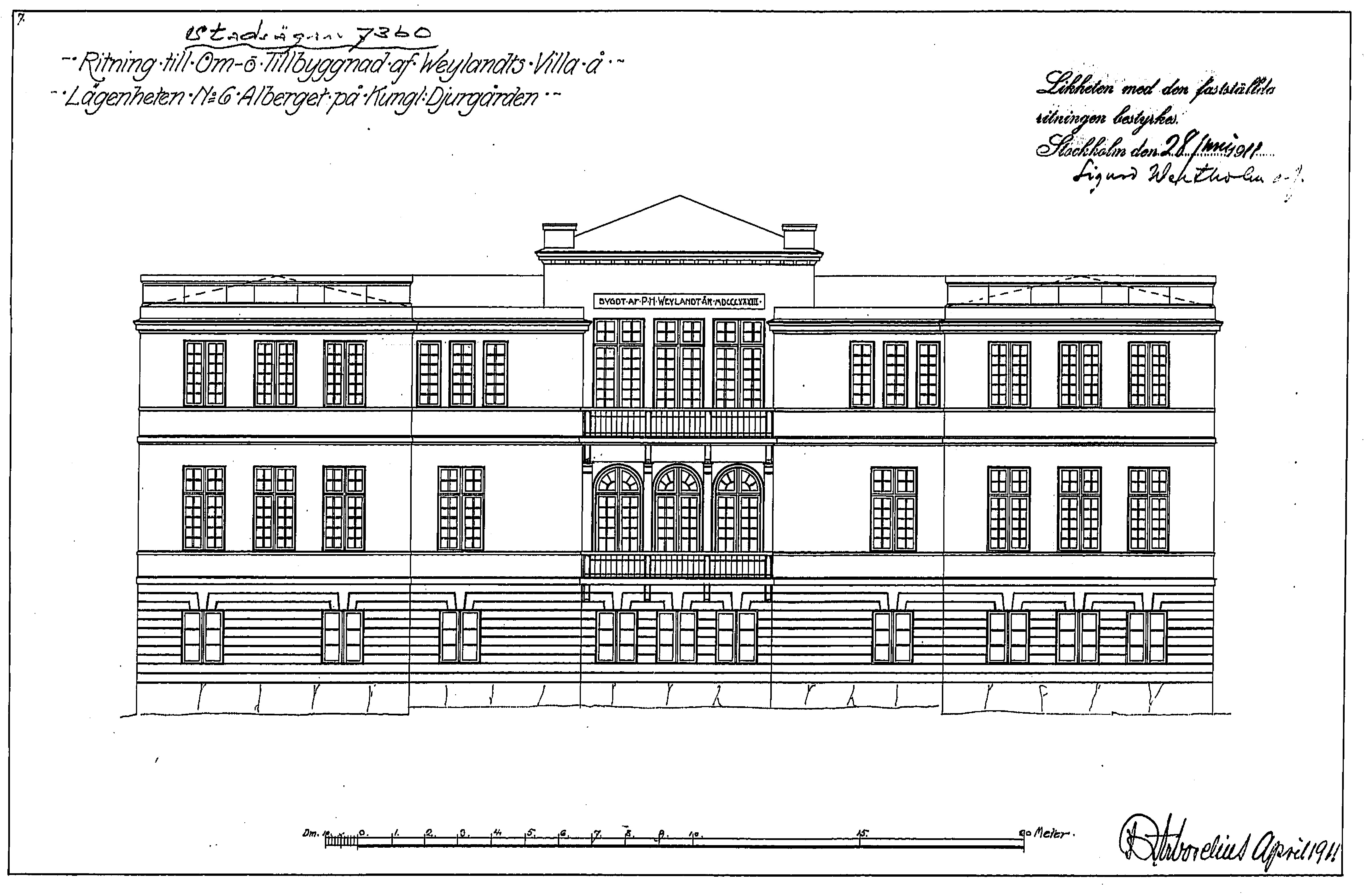
Fasad mot gården.
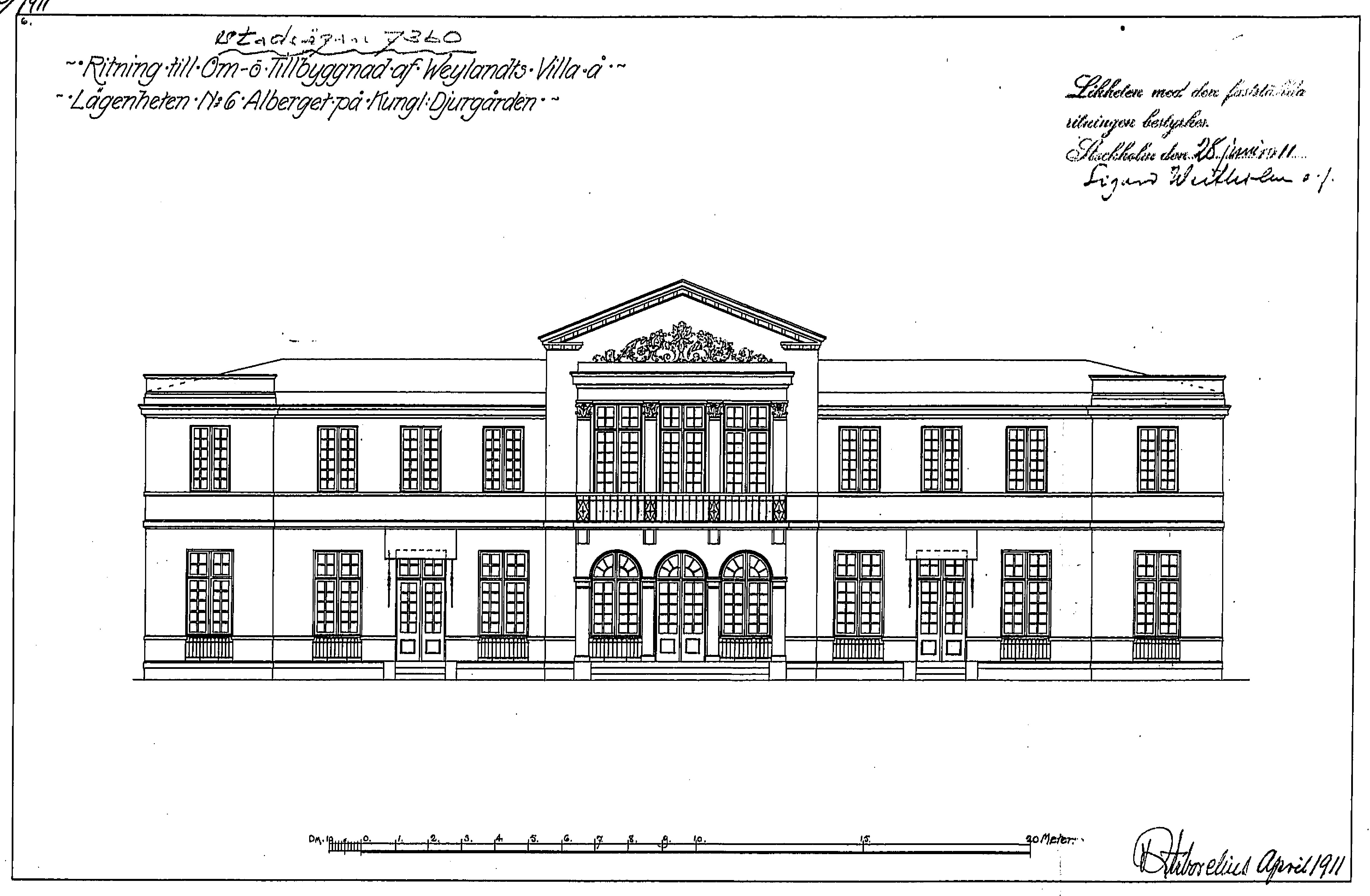
Fasad mot gatan.

## Villan idag
Byggnadens lägenheter omvandlades till fem bostadsrätter ägda av släkten Weylandt. Två av dem är upplåtna med hyresrätt. Huvudbyggnadens tre plan har idag en total boyta om cirka 1 084 kvadratmeter. Utöver huvudbyggnaden finns ytterligare en byggnad som ursprungligen uppfördes som stall. Den utgörs idag av en bostadslägenhet om 93 kvm, tre garage samt förråd. Tomtens areal är på 4 728 kvadratmeter och arrenderas av Kungliga Djurgårdens Förvaltning.
På hösten 2016 såldes Weylandtska villan på en offentlig auktion, eftersom ägarfamiljerna inte kunde komma överens om ett försäljningspris. Ett lägsta pris för försäljningen fastställdes av tingsrätten till 105 miljoner kronor. På adressen finns bland andra Familjen Lindgren AB, som i generationer drev Gröna Lund.
Våningen på andra våningsplanet (övervåningen enligt ritning ovan), 10-rummare, utbjöds till försäljning i annonsering 21 januari 2022. Den angavs vara 405 m².

## Bilder

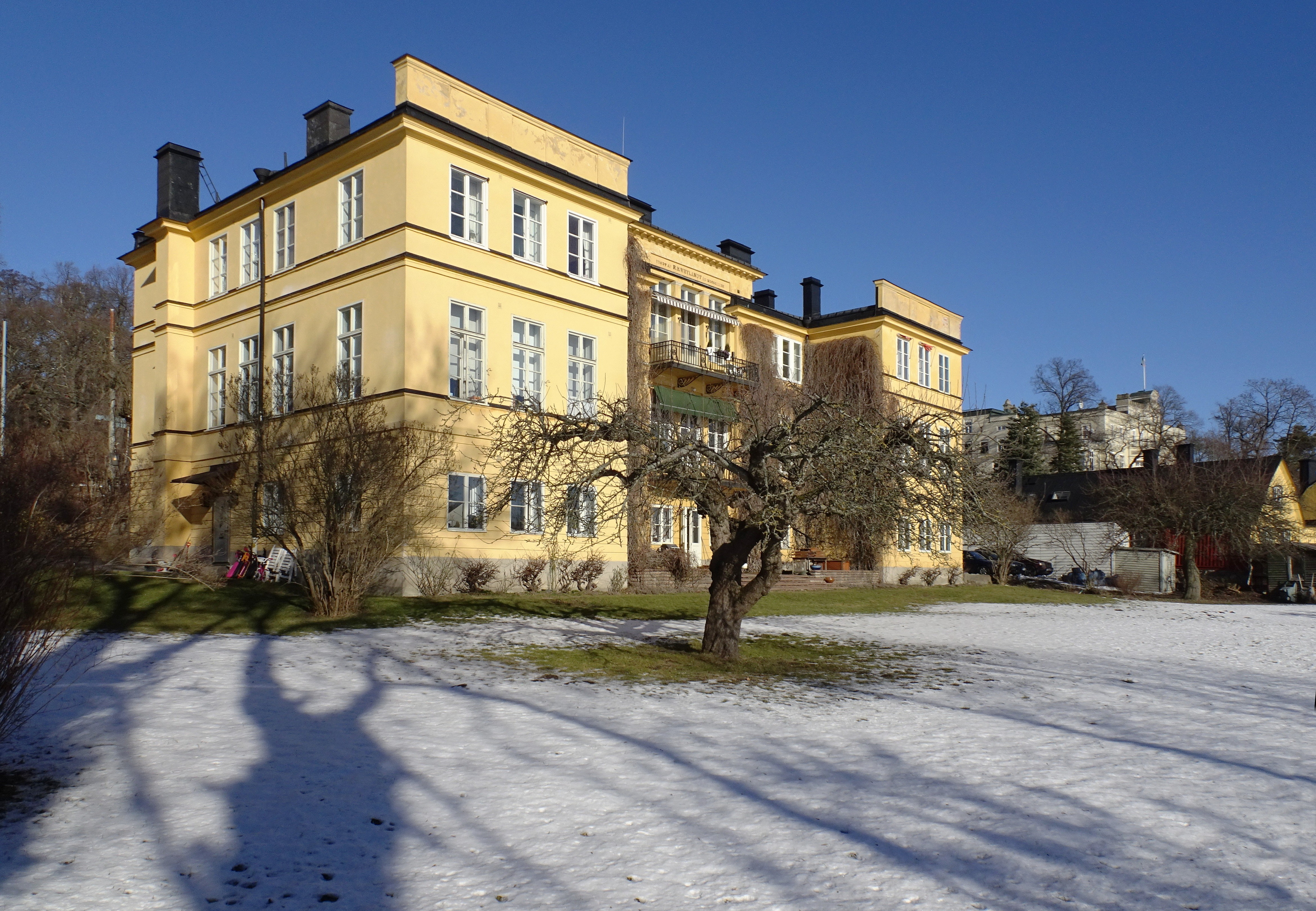
Fasad mot gården.
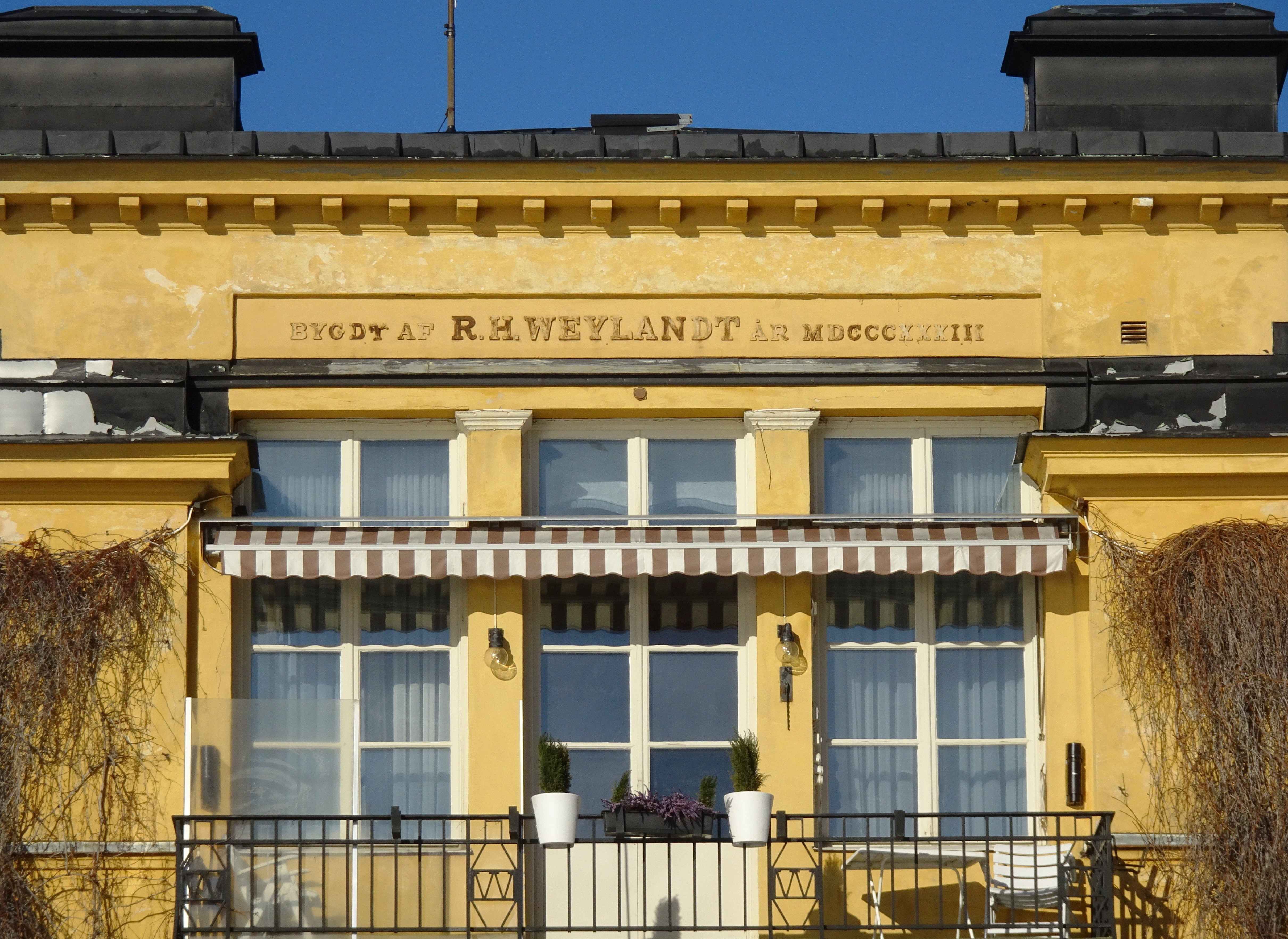
"Bygdt av R.H. Weylandt år MCCCCXXXIII" (1833).
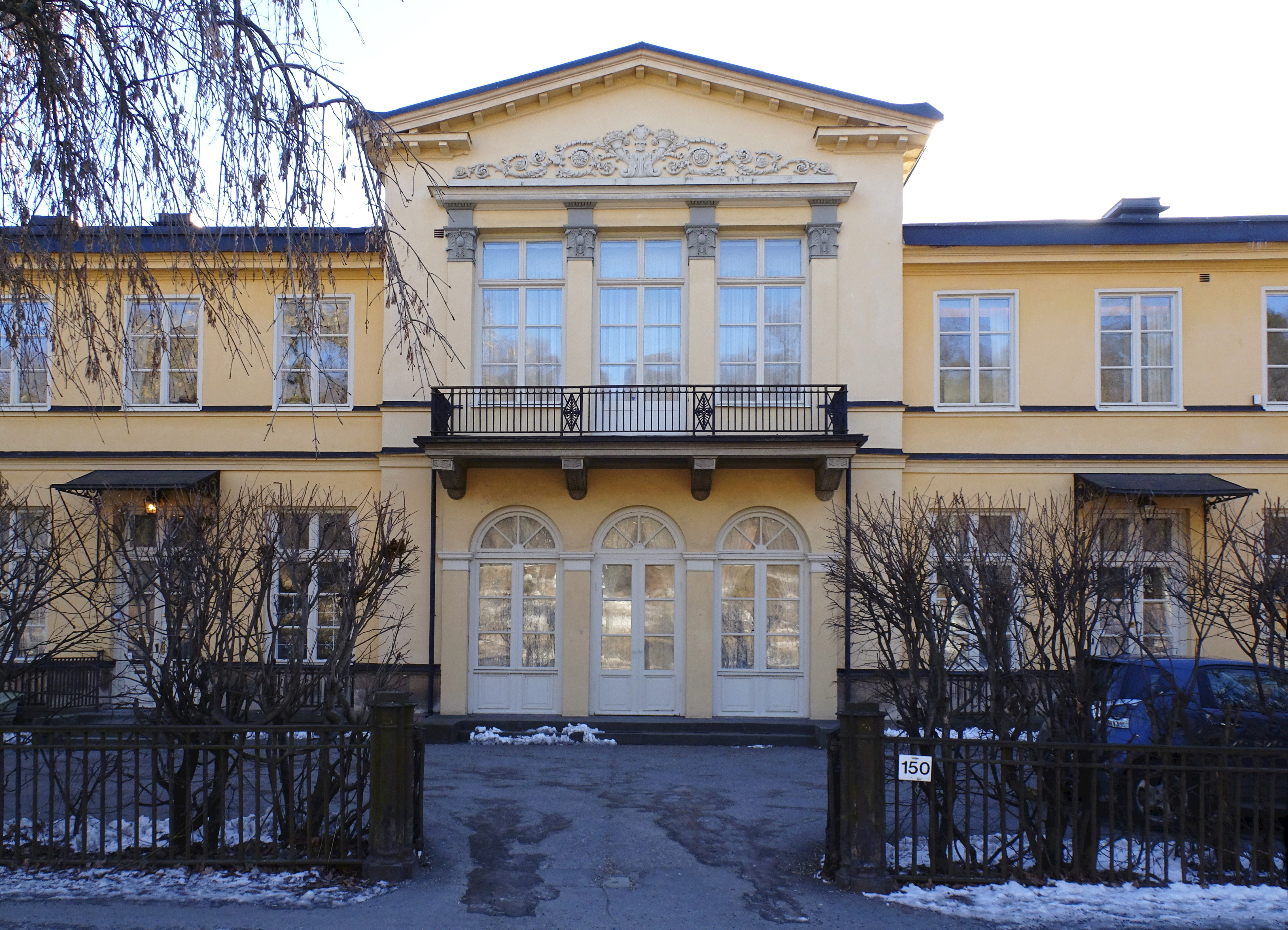
Frontespis mot gatan.
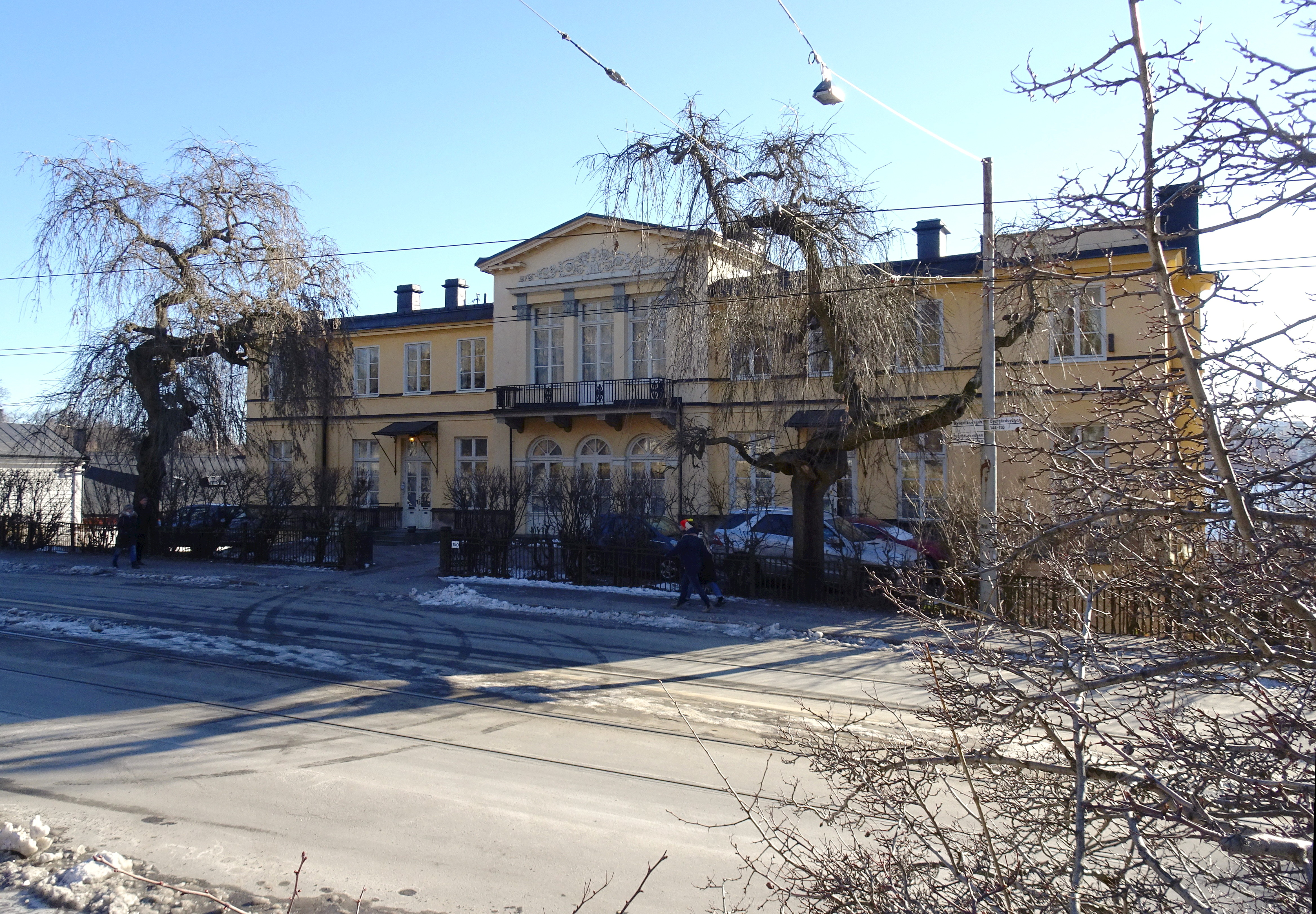
Fasad mot Djurgårdsvägen.